# 마쓰시타 시게쓰나
마쓰시타 시게쓰나(일본어: 松下重綱, 1579년 ~ 1627년 11월 9일)는 아즈치 모모야마 시대에서 에도 시대 전기에 걸쳐 활동한 무장이자 다이묘이다. 도토미 구노 번 제2대 번주, 히타치 고바리번주, 시모쓰케 가라스야마 번주 등을 역임하였다. 후에 무쓰국 니혼마쓰번의 초대 번주가 되었다.

## 생애
덴쇼 7년(1579년) 오미 겐지(近江源氏) 사이조 씨(西條氏) 서류인 마쓰시타 씨(松下氏)의 당주로, 도요토미 히데요시가 아직 소년일 때부터 그를 주군으로 받든 마쓰시타 유키쓰나의 맏아들로 태어났다. 히데요시를 섬긴 이후 도요토미 히데쓰구 휘하에 속하였다. 덴쇼 16년(1588년) 우효에노조(右兵衛尉)에 서임되었고, 게이초 3년(1598년) 아버지의 사망으로 그 가독을 이어 도토미 구노 번 1만 6천 석의 2대 번주가 되었다.
게이초 5년(1600년)의 세키가하라 전투에서는 동군으로 참전하여 본전에서 이시다 미쓰나리의 군대와 싸우는 등 활약을 보였으나, 게이초 8년(1603년) 무단으로 거성의 석벽을 축조한 혐의로 히타치 고바리 번으로 전봉되었다. 그러나 겐나 8년(1614년)부터 있었던 오사카 전투에서도 크게 활약하여 그 공적으로 겐나 9년(1616년)에는 영지 규모가 2만 8백 석으로 증가되었다. 겐나 9년(1623년)에는 시모쓰케 가라스야마 번으로 이봉되었다.
간에이 4년(1627년) 장인인 가토 요시아키가 아이즈번 40만 석 영지로 추가 이봉되면서, 사위인 시게쓰나도 무쓰 니혼마쓰 번 3만 석 영지로 추가 이봉되어 요시아키의 요리키 다이묘(与力大名)가 되었다. 이봉된 그 해 음력 10월 2일에 49세의 나이로 사망하였다. 장남 나가쓰나가 그의 뒤를 이었다.
| 전임 마쓰시타 유키쓰나 | 제2대 도토미 구노 번 번주 (마쓰시타 가) 1598년 ~ 1603년 | 후임 폐번(호조 우지시게) |

|  | 고바리번 번주 (마쓰시타 가) 1603년 ~ 1623년 | 후임 일단 폐번(마쓰다이라 노리마사) |

| 전임 나리타 우지무네 | 가라스야마 번 번주 (마쓰시타 가) 1623년 ~ 1627년 | 후임 호리 지카요시 |

|  | 제1대 니혼마쓰번 번주 (마쓰시타 가) 1627년 | 후임 마쓰시타 나가쓰나 |